# Суподеевка
Суподеевка — деревня в Ардатовском районе Мордовии. Входит в состав Редкодубского сельского поселения.

## История
В «Списке населённых мест Симбирской губернии» (1863 г.) Суподеевка (Новая Деревня) значится деревней владельческой из 40 дворов Ардатовского уезда.

## Население
| 2002 | 2010 |
| ---- | ---- |
| 33   | ↘20  |